# Tishomingo (Oklahoma)
Tishomingo è un comune degli Stati Uniti d'America, situato in Oklahoma, nella contea di Johnston.